# Dukuhtengah (Bojong)
Dukuhtengah is een bestuurslaag in het regentschap Tegal van de provincie Midden-Java, Indonesië. Dukuhtengah telt 2493 inwoners (volkstelling 2010).